# Hydrobioides nassa
Hydrobioides nassa е вид коремоного от семейство Bithyniidae.

## Разпространение
Видът е разпространен в Лаос, Мианмар и Тайланд.